# 加色丁禮天主教基爾庫克總教區
加色丁禮天主基爾庫克總教區（拉丁語：Archieparchia Cherchensis - Beth-Seleucensis o Beth-Garmaiensis）是伊拉克一個東儀天主教（加色丁禮）總教區，教座位於北部的基爾庫克。是伊拉克兩個加色丁禮都主教區之一。
總教區本來屬東方亞述教會，1789年當地主教若望八世·霍爾密茲德宣告與教宗共融。2007年有三個堂區、五名司鐸，7,000位教友。目前教區總主教席位因原總主教類斯·辣法厄爾一世·薩科升任巴比倫宗主教而懸空。